# 訃報 2021年2月
訃報 2021年2月（ふほう 2021ねん2がつ）では、2021年2月に物故した、又は物故が報じられた人物についてまとめる。

## 1日 - 14日

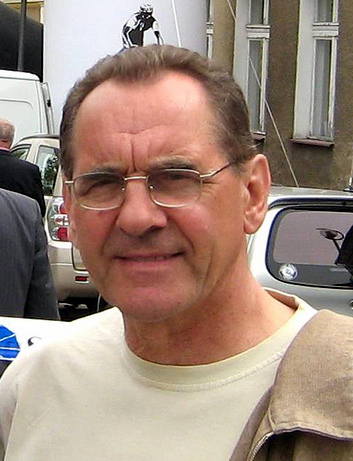
ルィシャルド・シュルコヴスキ／2月1日没

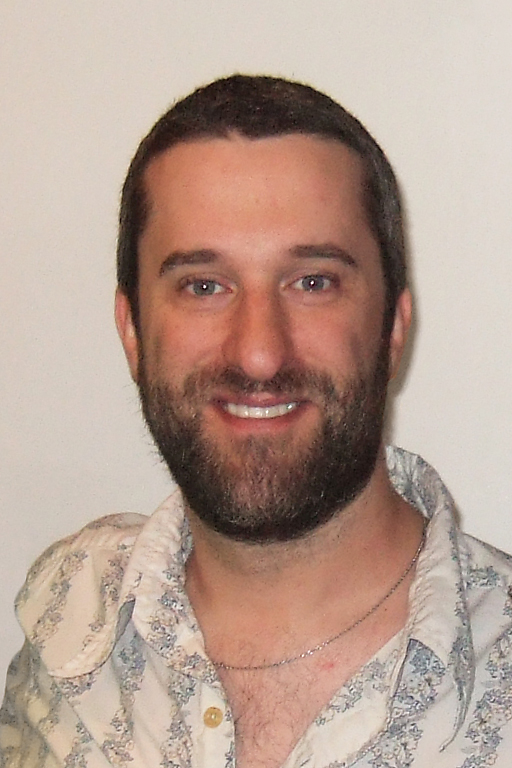
ダスティン・ダイアモンド／2月1日没

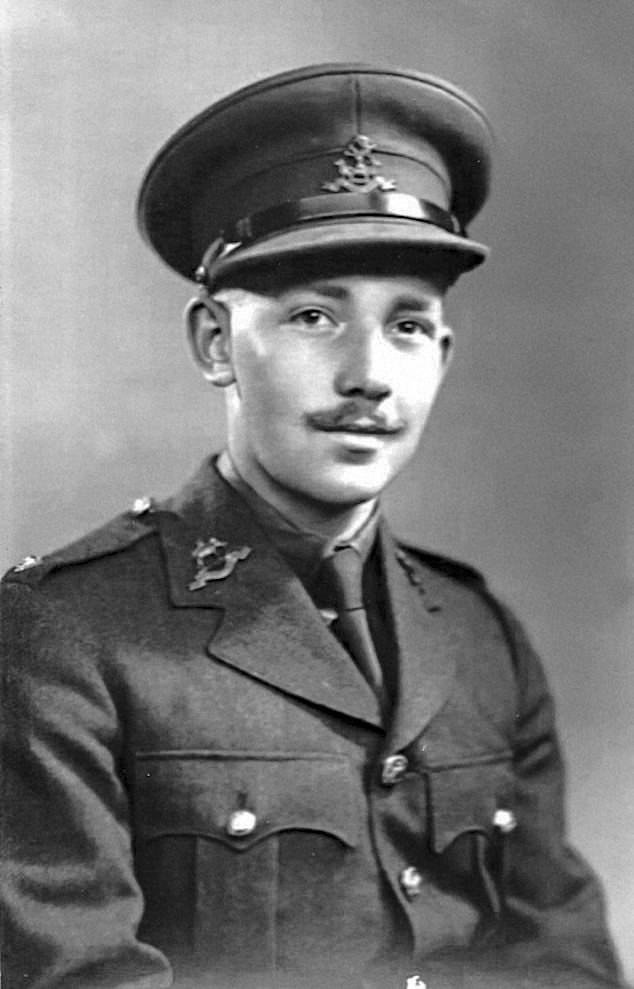
トーマス・ムーア／2月2日没

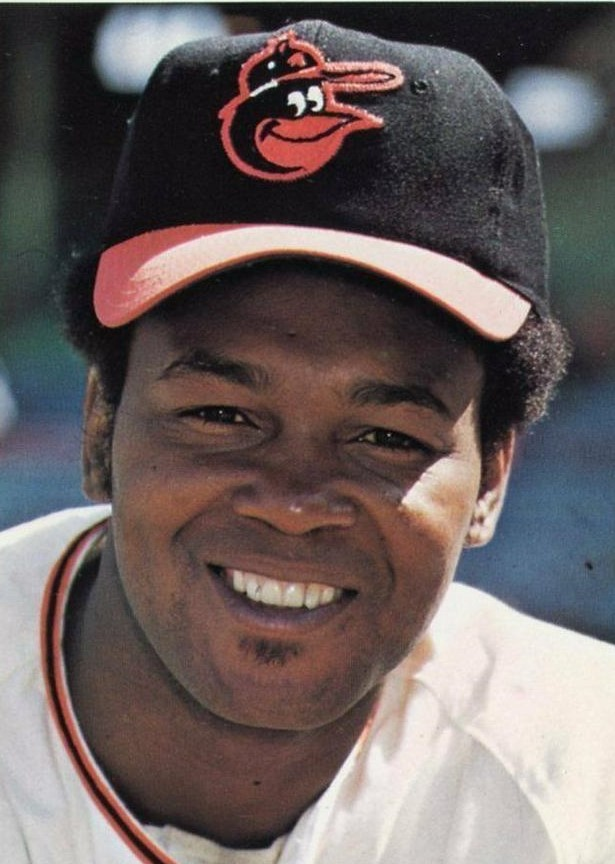
グラント・ジャクソン／2月2日没

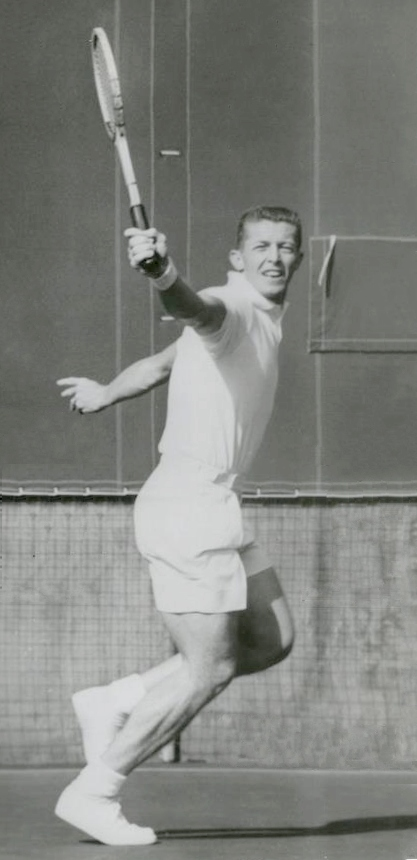
トニー・トラバート／2月3日没

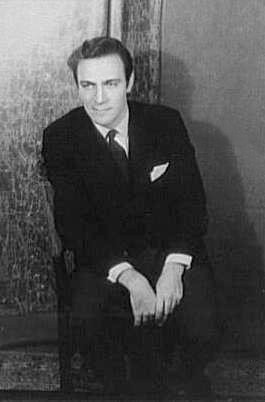
クリストファー・プラマー／2月5日没

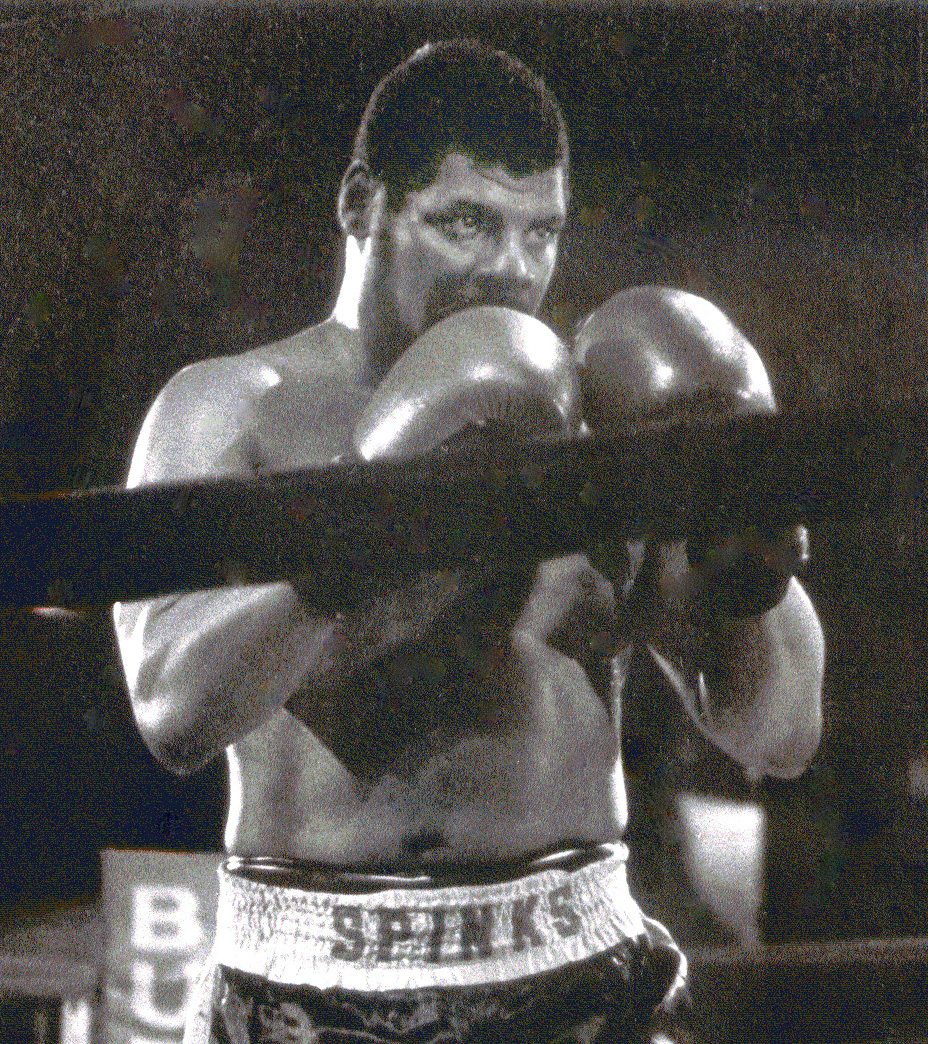
レオン・スピンクス／2月5日没

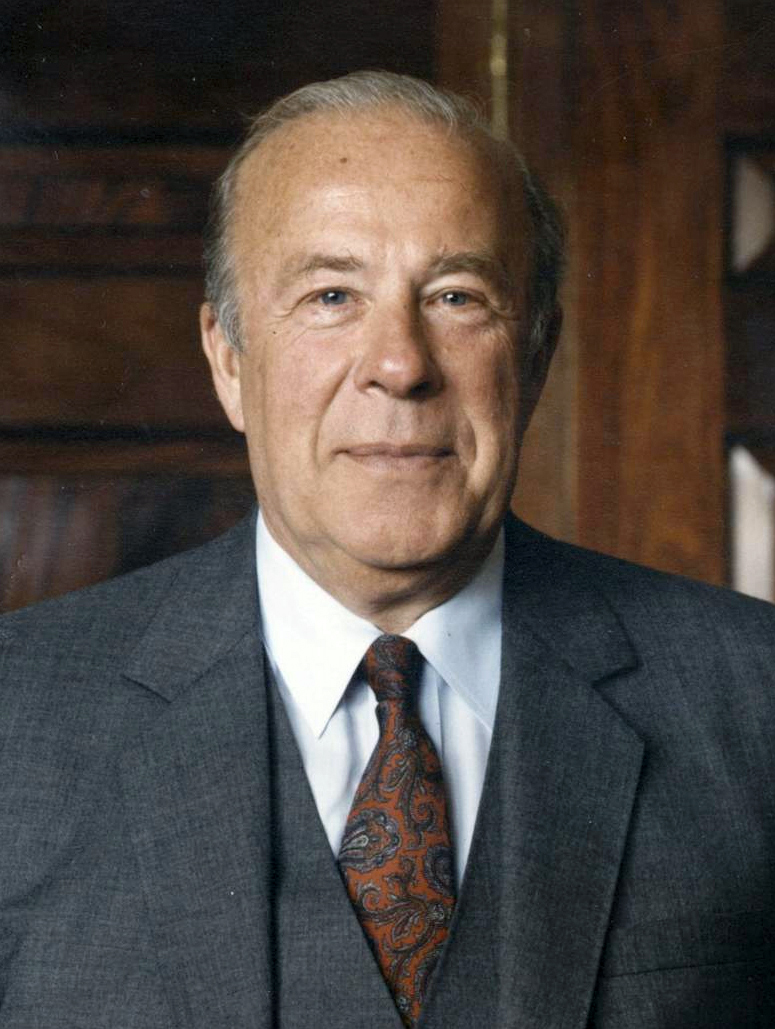
ジョージ・シュルツ／2月6日没

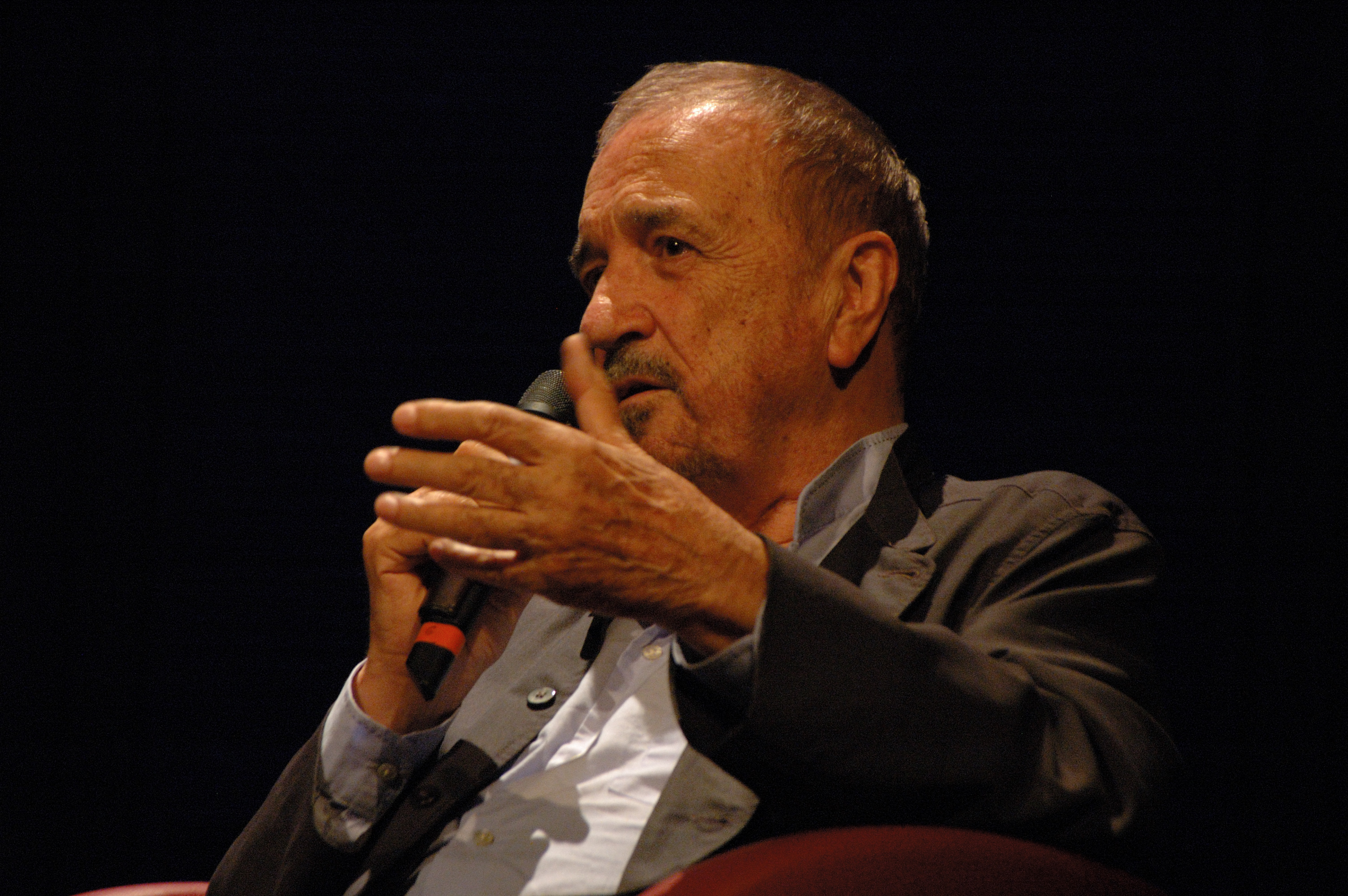
ジャン＝クロード・カリエール／2月8日没

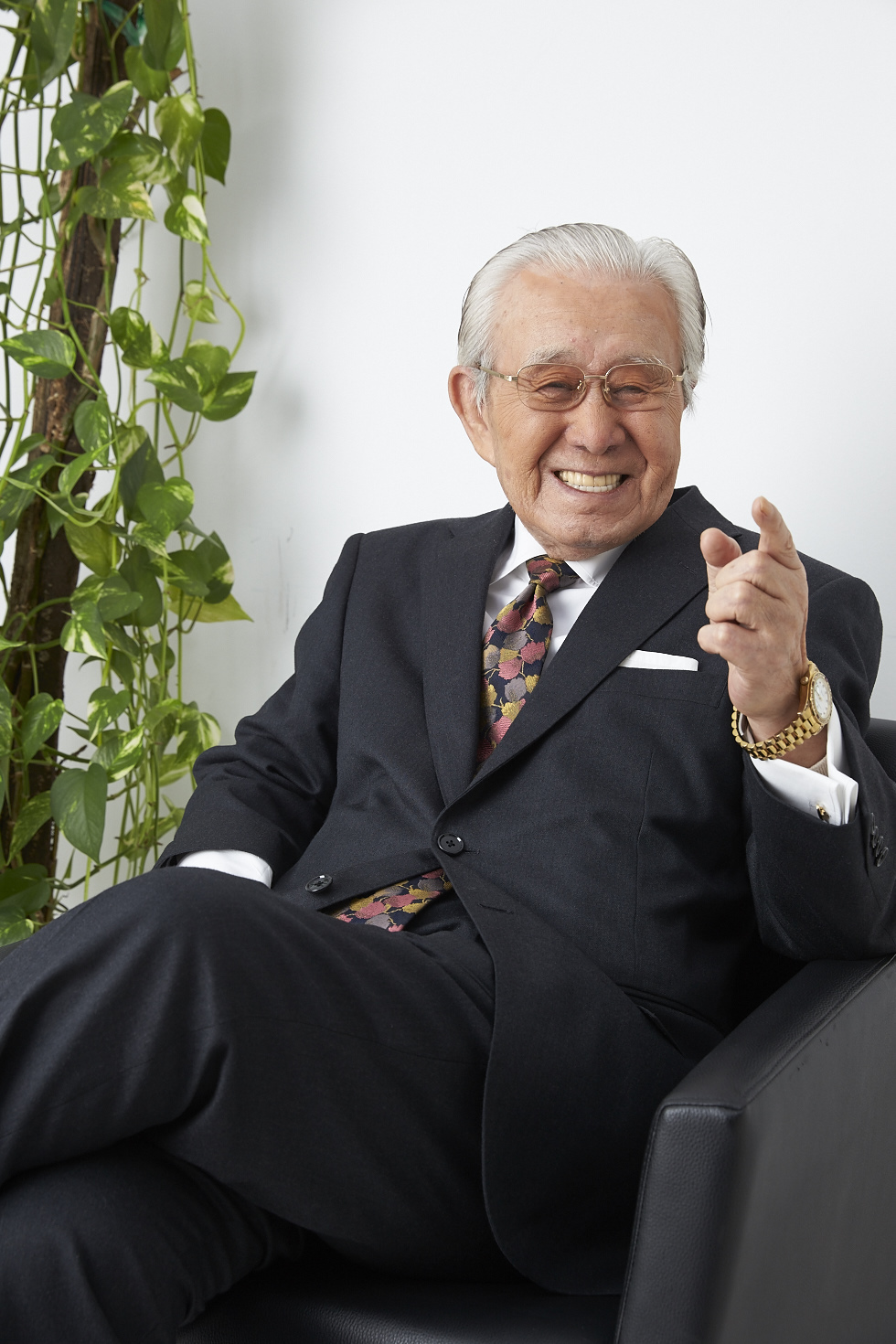
森山周一郎／2月8日没

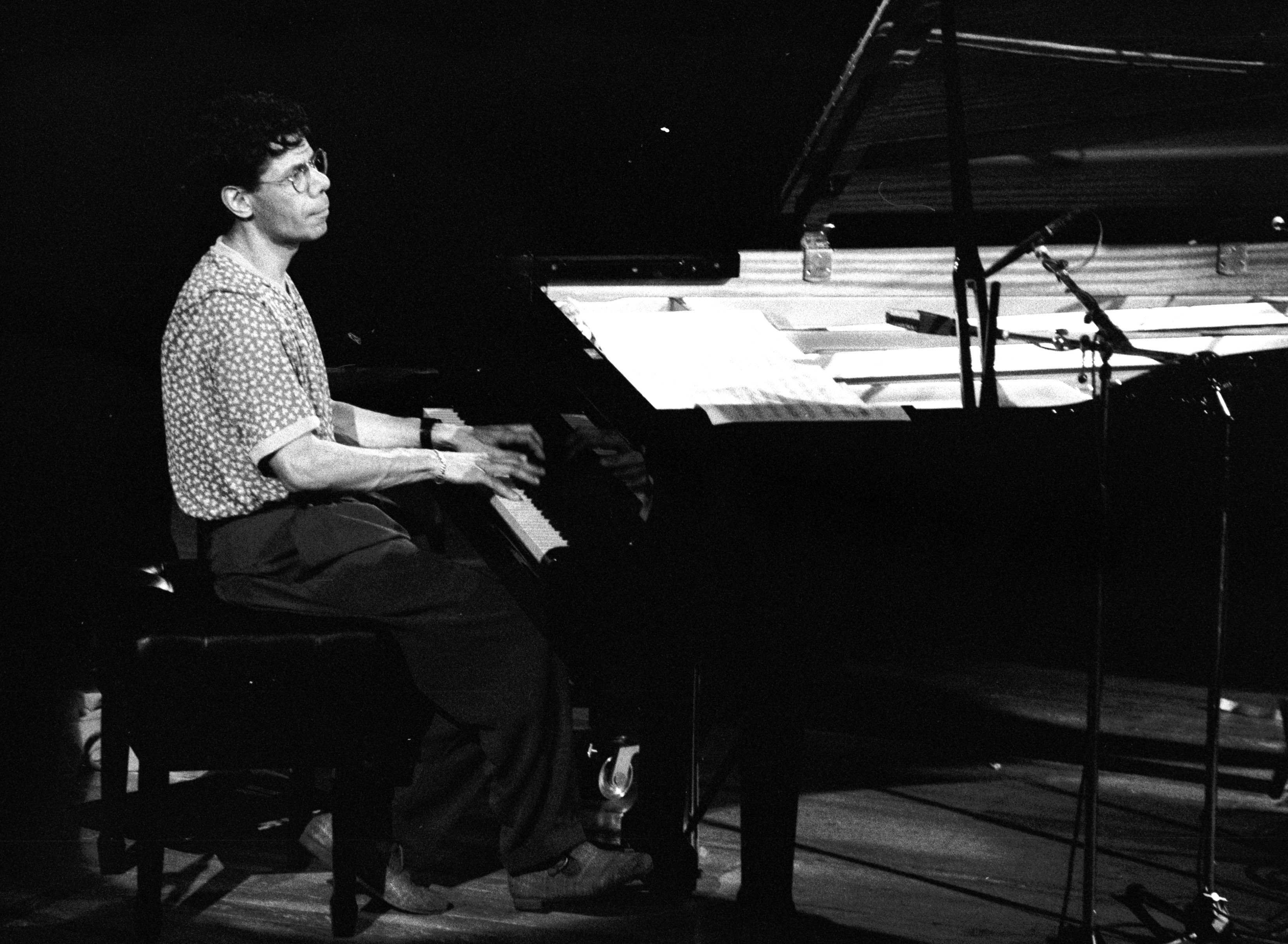
チック・コリア／2月9日没

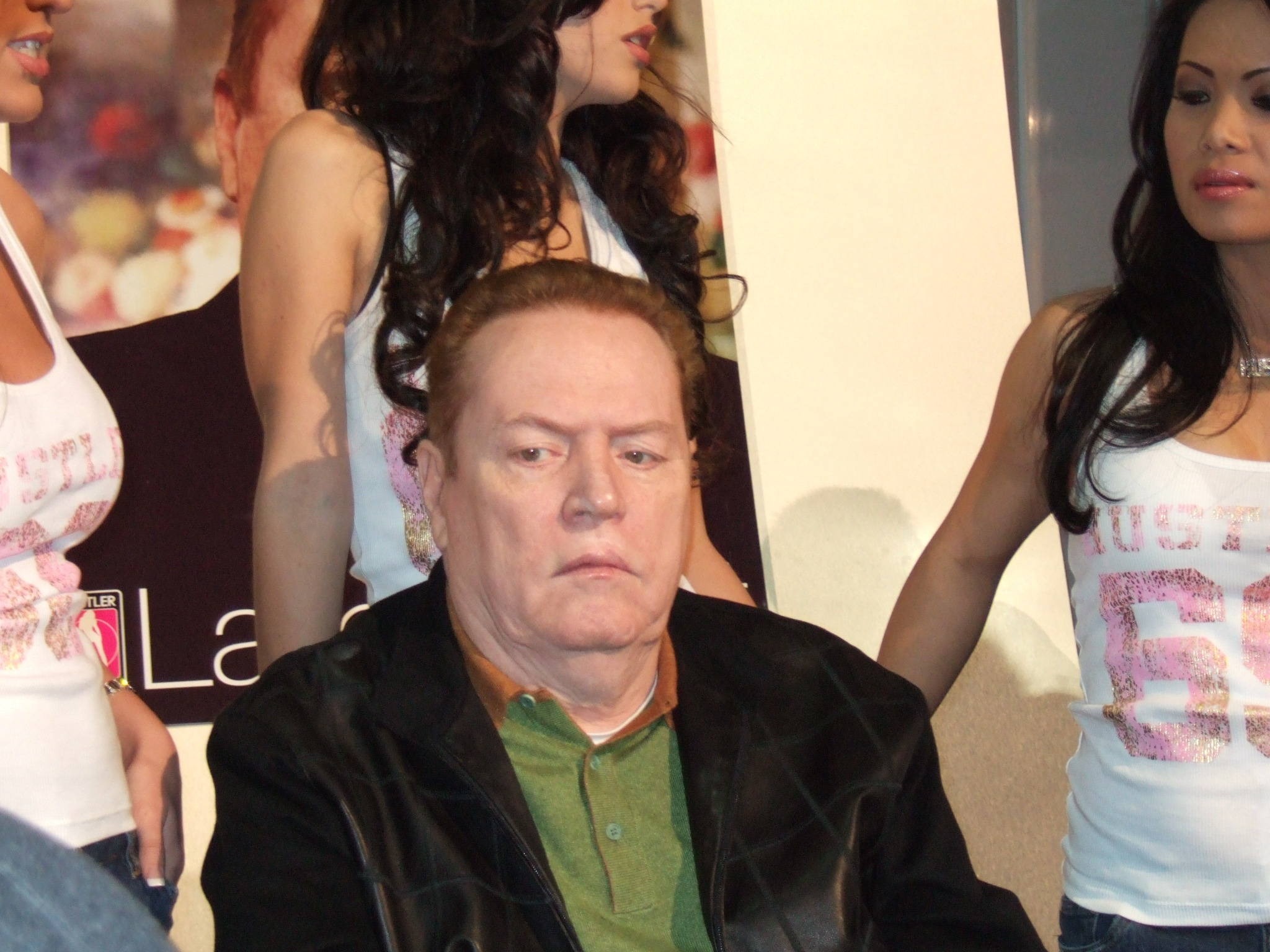
ラリー・フリント／2月10日没

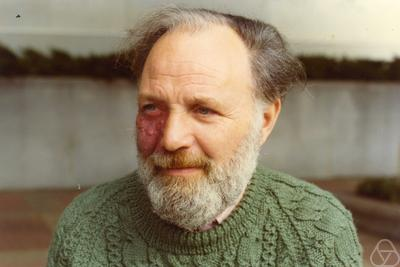
イサドール・シンガー／2月11日没

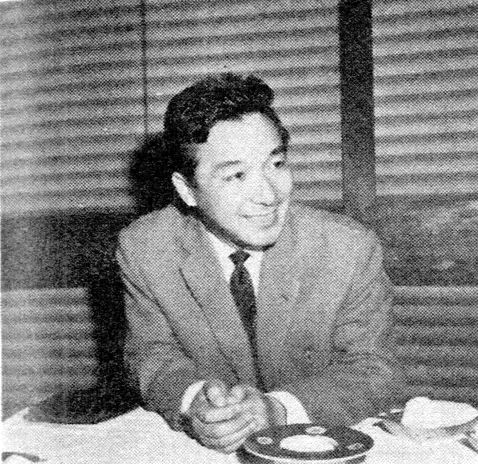
成沢昌茂／2月13日没

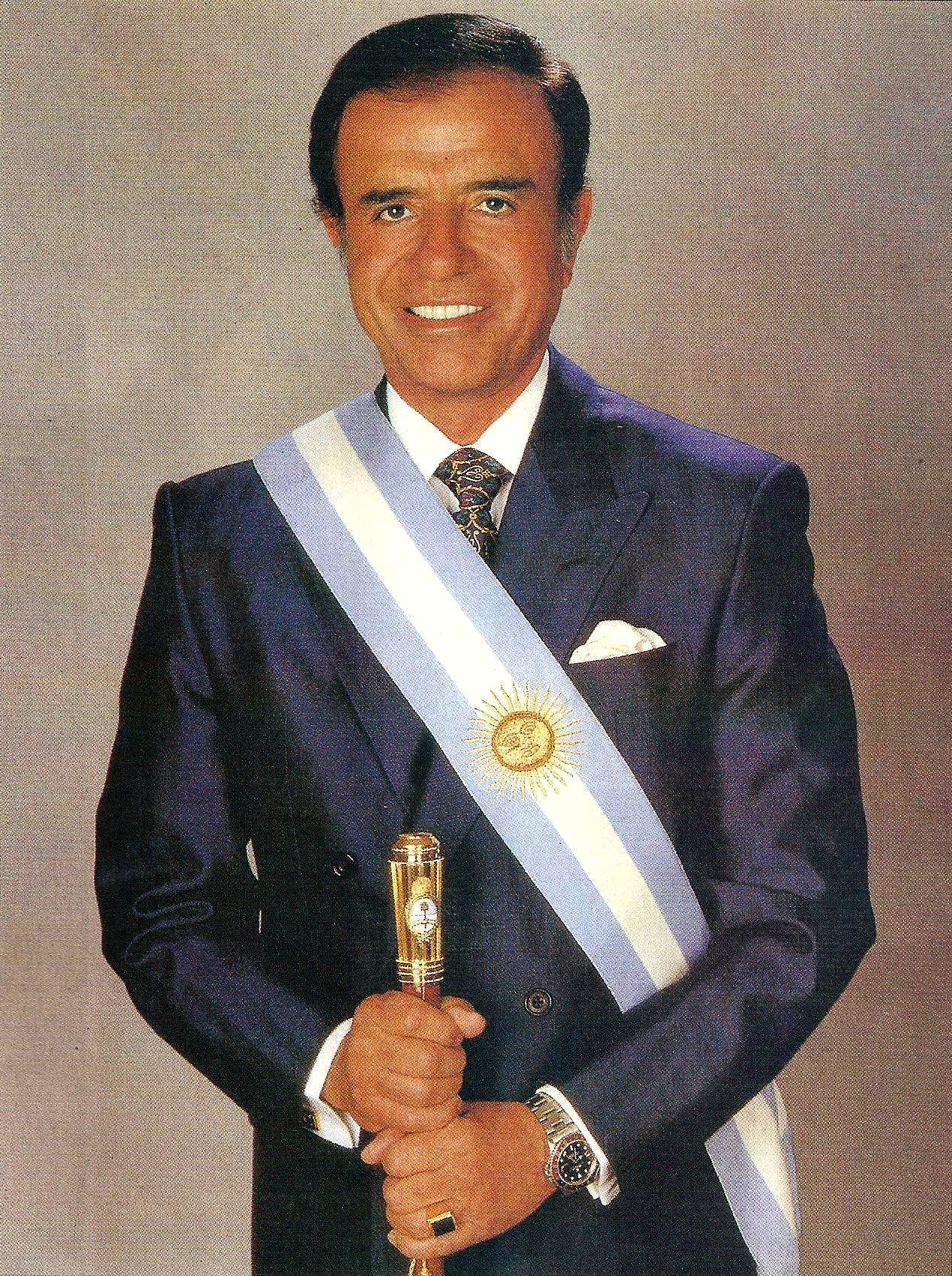
カルロス・メネム／2月14日没

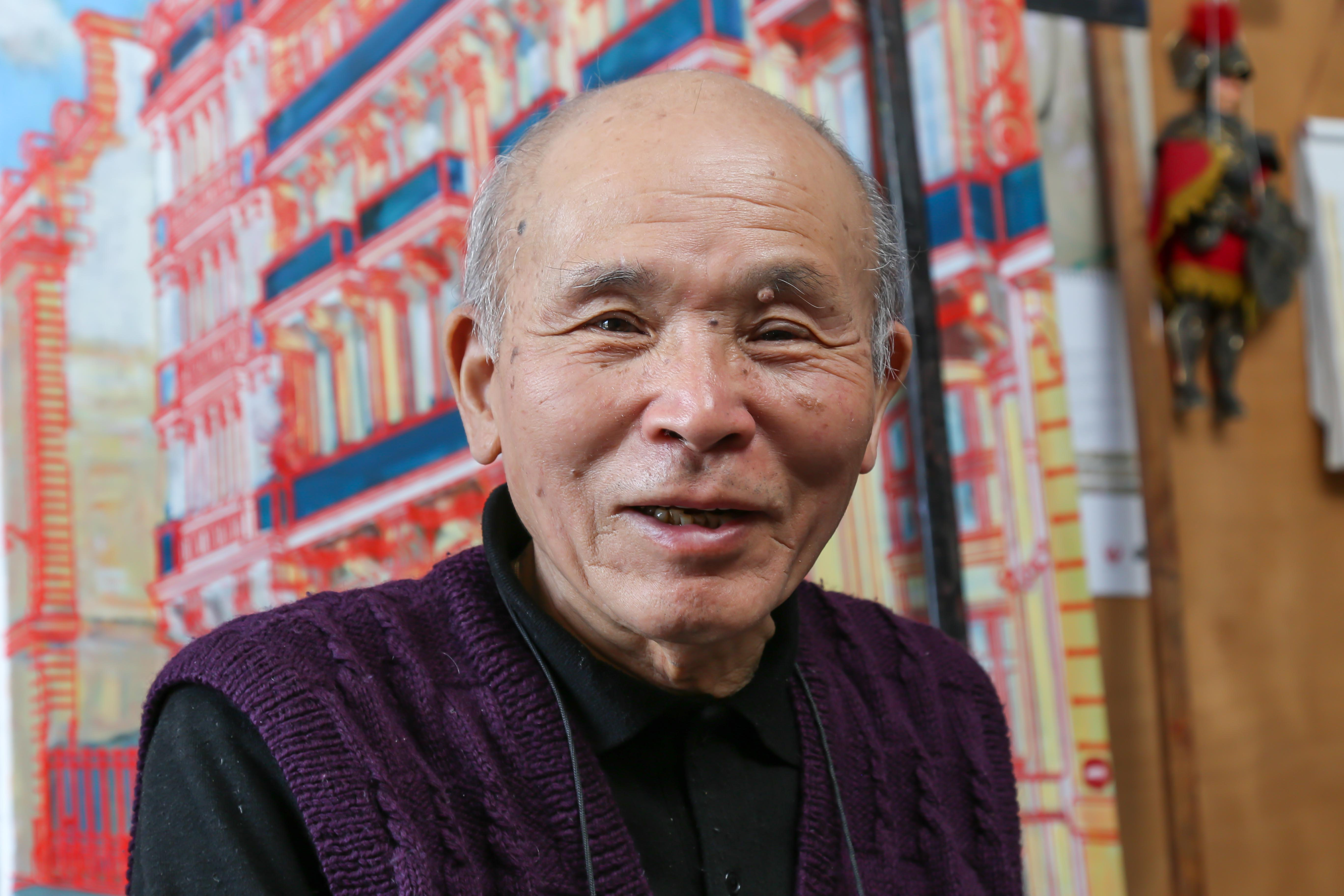
赤木曠児郎／2月15日没

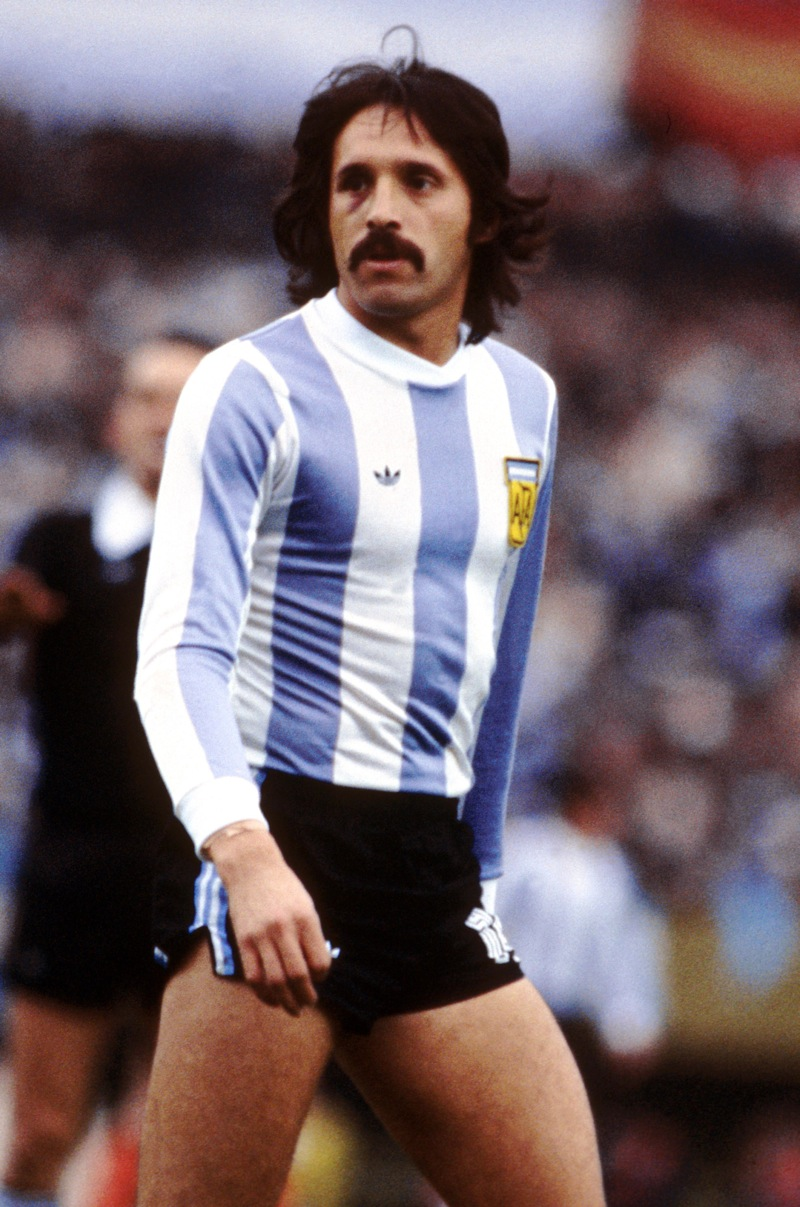
レオポルド・ルケ／2月15日没

- 2月1日 - 山本暉郎、日本の実業家、元大紀アルミニウム工業所社長（* 1924年）[1][2]
- 2月1日 - イオナス・グリツュス（英語版）、リトアニアの撮影監督（* 1928年）[3]
- 2月1日 - 土居俊夫、日本の実業家、元南海放送社長（* 1931年）[4]
- 2月1日 - アレクサンドル・ナザルチュク、ロシアの政治家、元ロシア連邦農業大臣（* 1939年）[5]
- 2月1日 - 田原賢一、日本の数学者、愛知教育大学元学長（* 1939年）[6]
- 2月1日 - ルィシャルド・シュルコヴスキ、ポーランドの元自転車競技選手、指導者（* 1946年）[7]
- 2月1日 - リッキー・パウエル（英語版）、アメリカ合衆国の写真家（* 1961年）[8]
- 2月1日 - ダスティン・ダイアモンド、アメリカ合衆国の俳優・歌手（* 1977年）[9]
- 2月2日 - トーマス・ムーア、イギリスの元軍人、慈善活動家（* 1920年）[10]
- 2月2日 - ハリー・マーク・ペトラキス（英語版）、アメリカ合衆国の小説家（* 1923年）[11]
- 2月2日 - リブシェ・ドマニーンスカ（英語版）、チェコのソプラノ歌手（* 1924年）[12]
- 2月2日 - エドヴァルト・バビュフ（英語版）、ポーランドの政治家、第5代ポーランド人民共和国首相（* 1927年）[13]
- 2月2日 - 金森直治、日本の釣り史研究者（* 1930年）[14]
- 2月2日 - 水野一、日本のイベロアメリカ研究者、上智大学名誉教授（* 1930年）[15]
- 2月2日 - 橋井昭六、日本の実業家、元高知新聞社社長（* 1930年?）[16]
- 2月2日 - ロバート・C・ジョーンズ（英語版）、アメリカ合衆国の映像編集者、脚本家（* 1936年）[17]
- 2月2日 - レニー・デイビス（英語版）、アメリカ合衆国の反戦活動家、シカゴ・セブンの1人（* 1940年）[18]
- 2月2日 - グラント・ジャクソン、アメリカ合衆国の元MLB選手（* 1942年）[19]
- 2月2日 - キム・ボギョン（朝鮮語版）、韓国の女優（* 1976年）[20]
- 2月3日 - マルグレット・ヴェイヴェルス（英語版）、スウェーデンの女優（* 1926年）[21]
- 2月3日 - 林陽、日本の生化学者、近畿大学名誉教授（* 1926年）[22]
- 2月3日 - トニー・トラバート、アメリカ合衆国の元テニス選手、国際テニス殿堂（* 1930年）[23]
- 2月3日 - ハイヤ・ハラリート（英語版）、イスラエルの女優（* 1931年）[24]
- 2月3日 - 川端香男里、日本のロシア文学者、東京大学名誉教授（* 1933年）[25][26]
- 2月3日 - ジム・ウェザリー、アメリカ合衆国のシンガーソングライター（* 1943年）[27]
- 2月3日 - 藤野勝、日本の政治家、東京都武蔵村山市長（* 1947年）[28]
- 2月3日 - アン・フィーニー（英語版）、アメリカ合衆国のフォークソングミュージシャン、政治活動家（* 1951年）[29]
- 2月3日 - 張昭、中華人民共和国の映画プロデューサー、実業家、楽視映画（英語版）創業者（* 1963年）[30]
- 2月3日 - アリ・アンサリアン（英語版）、イランの元サッカー選手、俳優、タレント、元同国代表（* 1977年）[31]
- 2月3日 - ウェイン・テルヴィーガー（英語版）、アメリカ合衆国の元MLB選手、コーチ（* 1925年）[32]
- 2月4日 - 横井和子、日本のピアニスト、大阪教育大学名誉教授（* 1920年）[33]
- 2月4日 - 李載佾、北朝鮮の政治家、元朝鮮労働党中央委員会宣伝扇動部第1副部長（* 1934年）[34]
- 2月4日 - 野村茂夫、日本の中国哲学者、愛知教育大学名誉教授（* 1934年）[35]
- 2月4日 - 日野昇、日本の実業家、ミツバ会長（* 1937年）[36]
- 2月4日 - ノーラン・ポーター（英語版）、アメリカ合衆国のR&Bシンガーソングライター（* 1949年）[37]
- 2月4日 - ルクマン・サリム（英語版）、レバノンの出版業者、政治活動家（* 1962年）[38]
- 2月4日 - ジル・サンダース（英語版）、アメリカ合衆国のソウルシンガー、元ハロルド・メルヴィン&ザ・ブルー・ノーツメンバー（* 生年不明）[39]
- 2月4日（訃報発表日） - マット・ハリス（英語版）、アメリカ合衆国のベーシスト、元ザ・ポウジーズメンバー（* 生年不明）[40]
- 2月4日 - ハイ・コーエン（英語版）、アメリカ合衆国の元MLB選手、教師、野球指導者（* 1931年）[41]
- 2月5日 - ルース・ダヤン（英語版）、イスラエルの実業家、社会活動家、元モーシェ・ダヤン夫人（* 1917年）[42]
- 2月5日 - 沈忠厚、中華人民共和国の工学者（* 1928年）[43]
- 2月5日 - クリストファー・プラマー、カナダの俳優（* 1929年）[44]
- 2月5日 - 梅田昌郎、日本の実業家、元建設技術研究所社長（* 1929年?）[45]
- 2月5日 - 加藤義和、日本の政治家・実業家、元香川県観音寺市長、加ト吉（現・テーブルマーク）創業者・元社長（* 1935年）[46]
- 2月5日 - 山野博大、日本の舞踊評論家（* 1936年）[47]
- 2月5日 - ヨーゼフ・ベンツ（英語版）、スイスの元ボブスレー選手、1980年レークプラシッドオリンピック二人乗り金メダリスト（* 1944年）[48]
- 2月5日 - レオン・スピンクス、アメリカ合衆国の元プロボクサー、元WBA・WBC統一世界ヘビー級王者。1976年モントリオールオリンピックライトヘビー級金メダリスト（* 1953年）[49]
- 2月5日 - ヴラジーミル・ヴィソツキー、ロシアの軍人、元ロシア海軍総司令官（* 1954年）[50]
- 2月5日 - ブッチ・リード、アメリカ合衆国の元プロレスラー、元NWA世界タッグ王者（* 1954年）[51]
- 2月6日 - ジョージ・シュルツ、アメリカ合衆国の政治家、第60代国務長官、第62代財務長官、第11代労働長官（* 1920年）[52]
- 2月6日 - 眞壁肇、日本の信頼性工学者、統計学者、東京工業大学名誉教授（* 1928年）[53]
- 2月6日 - 今井忠良、日本の生化学者、名古屋大学名誉教授（* 1938年）[54]
- 2月6日 - サンティアゴ・ダミアン・ガルシア、ウルグアイのサッカー選手（* 1990年）[55]
- 2月7日 - ジュゼッペ・ロトゥンノ、イタリアの撮影監督（* 1923年）[56]
- 2月7日 - 程鎔時、中華人民共和国の科学者（* 1927年）[57]
- 2月7日 - レスリー・レイング（英語版）、ジャマイカの元陸上競技選手、1952年ヘルシンキオリンピック4x400mリレー金メダリスト（* 1925年）[58]
- 2月7日 - 仲宗根宗清、日本の沖縄民謡歌手、琉球民謡協会最高師範（* 1939年?）[59]
- 2月7日 - エリオット・メイザー（英語版）、アメリカ合衆国の音響機器技師、音楽プロデューサー（* 1941年）[60]
- 2月7日 - 香村英史、日本のジャズピアニスト（* 1943年?）[61]
- 2月7日 - ロン・ライト（英語版）、アメリカ合衆国の政治家、下院議員（* 1953年）[62]
- 2月7日 - 上條KEN、日本のラジオパーソナリティ（* 1957年）[63]
- 2月7日 - 仲喜嗣、日本のパラアーチェリー選手（* 1960年）[64]
- 2月7日 - ペドロ・ゴメス（英語版）、アメリカ合衆国のスポーツジャーナリスト、リポーター（* 1962年）[65]
- 2月8日 - スタンリー・パリス、アメリカ合衆国の野球選手【東京オリオンズなどに所属】（* 1930年）[66]
- 2月8日 - ジャン＝クロード・カリエール、フランスの作家、脚本家、俳優（* 1931年）[67]
- 2月8日 - 児玉仁士、日本の英語学者、フリジア語学者、獨協大学名誉教授（* 1931年）[68][69]
- 2月8日 - 安念山治、日本の元大相撲力士、6代立浪親方、元立浪部屋師匠（* 1934年）[70]
- 2月8日 - 森山周一郎、日本の俳優、声優（* 1934年）[71]
- 2月8日 - 熊谷眞一、日本の実業家、シベール創業者（* 1941年）[72]
- 2月8日 - マーティ・ショッテンハイマー、アメリカ合衆国のアメリカンフットボールコーチ（* 1943年）[73]
- 2月8日 - メアリー・ウィルソン（英語版）、アメリカ合衆国の歌手、元スプリームスメンバー（* 1944年）[74]
- 2月9日 - ジョセフ・ヒリス・ミラー、アメリカ合衆国の文学研究者、比較文学者、批評家（* 1928年）[75]
- 2月9日 - 井上陽一、日本の活動弁士（* 1938年）[76]
- 2月9日 - チック・コリア、アメリカ合衆国の作曲家、エレクトロニックキーボード奏者（* 1941年）[77]
- 2月9日 - 中村勝弘、日本の実業家、サンワドー（現DCMサンワ）創業者（* 1946年）[78]
- 2月9日 - 鈴木弘之、日本の工学者、筑波大学名誉教授（* 1947年?）[79]
- 2月9日 - 川村兼一、日本の博物館理事、川村カ子トアイヌ記念館館長（* 1951年）[80]
- 2月10日 - 鈴木孝夫、日本の言語学者、評論家、慶應義塾大学名誉教授（* 1926年）[81]
- 2月10日 - 坂本堯、日本の神学者、聖マリアンナ医科大学名誉教授（* 1927年）[82]
- 2月10日 - 黄心川（中国語版）、中華人民共和国の宗教学者（* 1928年）[83]
- 2月10日 - 鶴岡洋、日本の政治家、元衆議院議員、元参議院議員【公明党所属】（* 1932年）[84]
- 2月10日 - 小峰隆司、日本の俳優（* 1933年）[85]
- 2月10日 - 鴨下信一、日本のテレビプロデューサー、演出家（* 1935年）[86]
- 2月10日 - パチン（英語版）、スペインの元サッカー選手・指導者、元同国代表（* 1938年）[87]
- 2月10日 - 林紘義、日本の政治活動家、労働の解放をめざす労働者党代表（* 1938年）[88]
- 2月10日 - ラリー・フリント、アメリカ合衆国の実業家、雑誌「ハスラー」創刊者（* 1942年）[89]
- 2月10日 - ジョン・マーク（英語版）、イギリスのシンガーソングライター、ギタリスト、マーク＝アーモンドのメンバー（* 1943年）[90]
- 2月10日 - ビリー・コニグリアロ（英語版）、アメリカ合衆国の元MLB選手（* 1947年）[91]
- 2月10日 - 若井晋、日本の医学者、脳神経外科医、元獨協医科大学医学部脳神経外科教授、元東京大学大学院医学系研究科国際地域保健学教室教授（* 1947年）[92]
- 2月10日 - 疋田晴巳、日本の実業家、FC大阪社長兼CEO（* 1960年）[93]
- 2月11日 - イサドール・シンガー、アメリカ合衆国の数学者、アーベル賞受賞者（* 1924年）[94]
- 2月11日 - レスリー・E・ロバートソン（英語版）、アメリカ合衆国の構造エンジニア（* 1928年）[95]
- 2月11日 - 石黒昇、日本の元陸上競技選手、1964年東京オリンピック20km競歩日本代表（* 1932年）[96]
- 2月11日 - 鎌田健一、日本の銀行家、元山種証券（現SMBC日興証券）社長（* 1934年?）[97]
- 2月11日 - ウィン・ホーキンス（英語版）、アメリカ合衆国の元MLB選手（* 1936年）[98]
- 2月11日 - ロウィーナ・モリル（英語版）、アメリカ合衆国のイラストレーター（* 1944年）[99]
- 2月11日 - ラスティ・ブルックス（英語版）、アメリカ合衆国の元プロレスラー（* 1958年）[100]
- 2月11日 - 植田今日子、日本の社会学者、上智大学教授（* 1973年）[101]
- 2月12日 - 坂本フジヱ、日本の助産師（* 1924年）[102]
- 2月12日 - ルパート・ニーヴ（英語版）、イギリスの音響機器技術者、実業家（* 1926年）[103]
- 2月12日 - リン・スタルマスター（英語版）、アメリカ合衆国のキャスティングディレクター（* 1927年）[104]
- 2月12日 - アントニオ・ヒメネス＝リコ（英語版）、スペインの映画監督（* 1938年）[105]
- 2月12日 - ミルフォード・グレイヴス、アメリカ合衆国のジャズドラマー・パーカッショニスト（* 1941年）[106]
- 2月13日 - 成沢昌茂、日本の脚本家、映画監督（* 1925年）[107]
- 2月13日 - ユーリー・ウラソフ（英語版）、ロシアの元重量挙げ選手、著作家、1960年ローマオリンピックヘビー級金メダリスト（* 1935年）[108]
- 2月13日 - 楊在葆（中国語版）、中華人民共和国の俳優（* 1935年）[109]
- 2月13日 - 太田雅博、日本の口腔生理学者、九州大学名誉教授（* 1935年）[110]
- 2月13日 - ジェームズ・リッジウェイ（英語版）、アメリカ合衆国のジャーナリスト（* 1936年）[111]
- 2月13日 - 石津進也、日本の実業家、元旭硝子（現AGC）社長（* 1938年）[112]
- 2月13日 - ルイス・クラーク（英語版）、イギリスの編曲家、キーボード奏者、元エレクトリック・ライト・オーケストラメンバー（* 1947年）[113]
- 2月14日 - 村山新治、日本の映画監督（* 1922年）[114]
- 2月14日 - 青柳志解樹、日本の俳人（* 1929年）[115]
- 2月14日 - カルロス・メネム、アルゼンチンの政治家、第47代大統領（* 1930年）[116]
- 2月14日 - ダグ・マウントジョイ（英語版）、イギリスのスヌーカープレイヤー（* 1942年）[117]
- 2月14日 - アリ・ゴールド（英語版）、アメリカ合衆国のシンガーソングライター（* 1974年）[118]

## 15日 - 28日

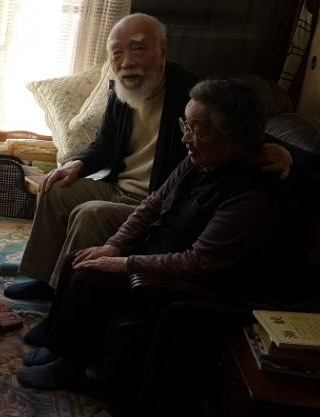
鄭敬謨（奥）／2月16日没

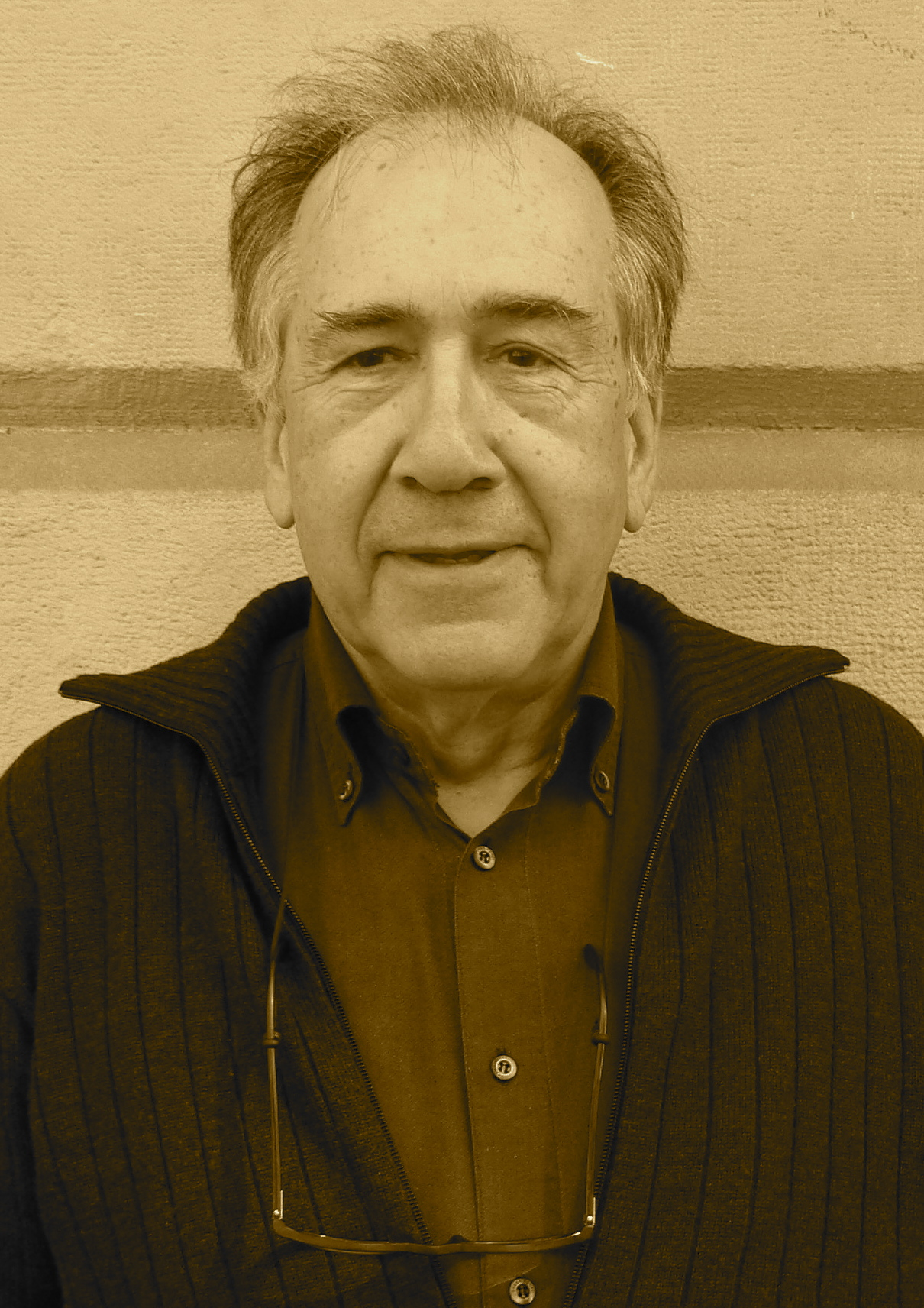
ジョアン・マルガリット・イ・コンサルナウ／2月16日没

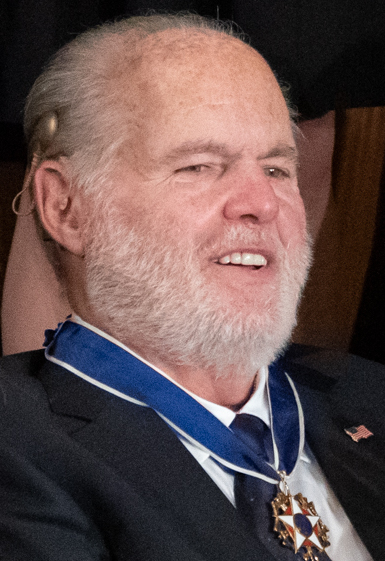
ラッシュ・リンボー／2月17日没

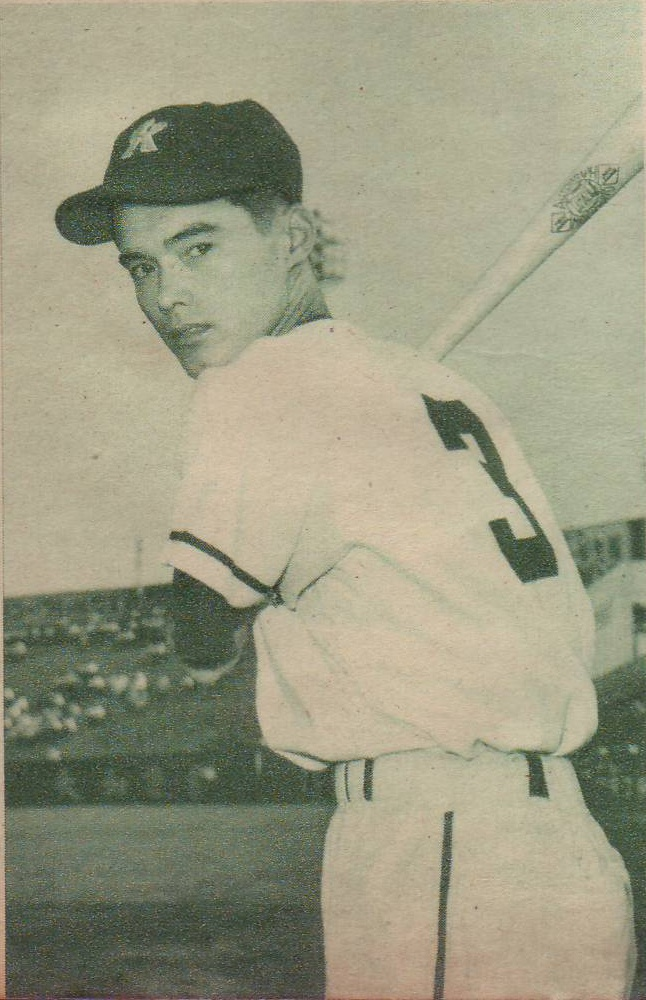
箱田淳／2月18日没

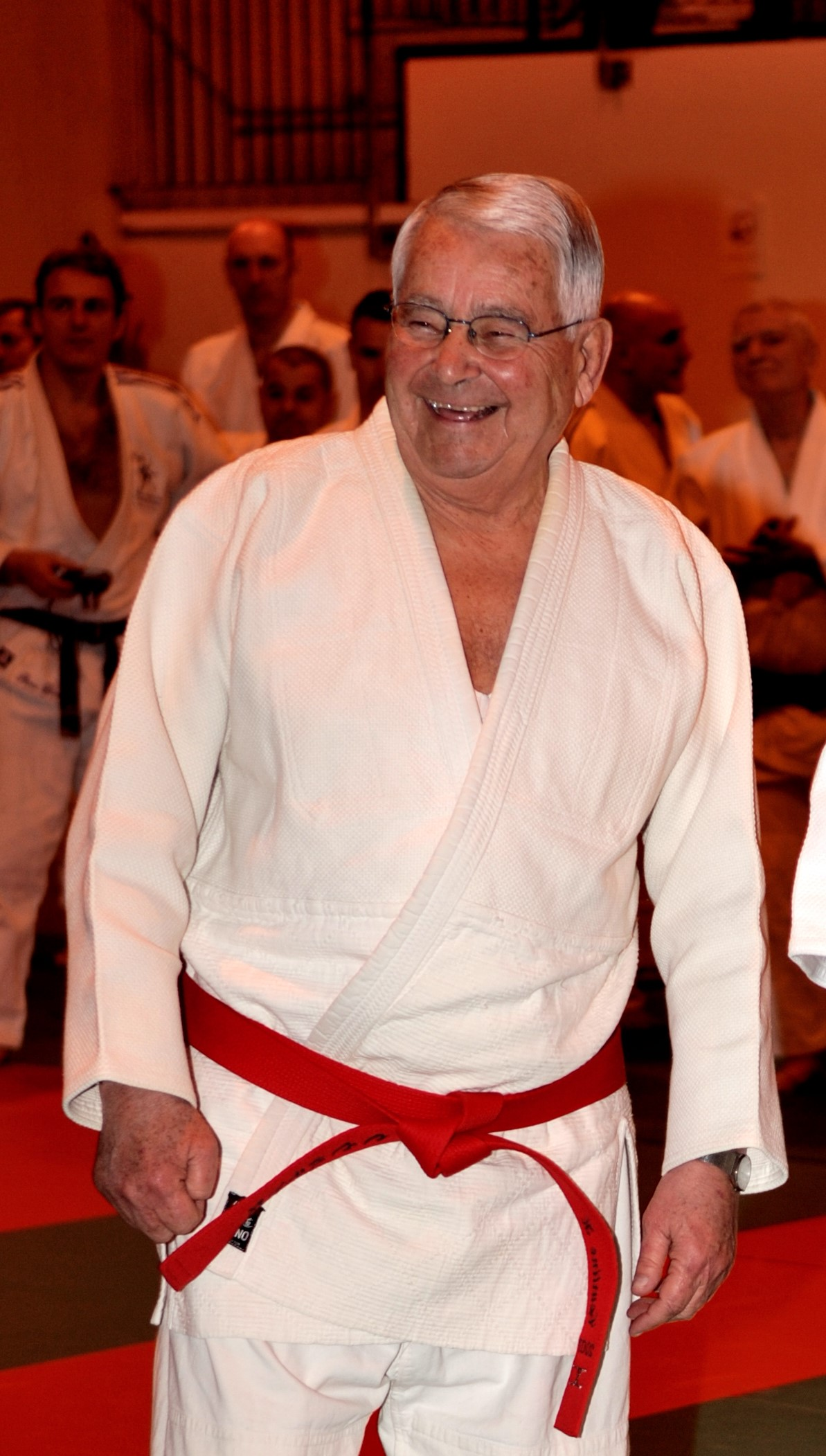
アンリ・クルティーヌ／2月20日没

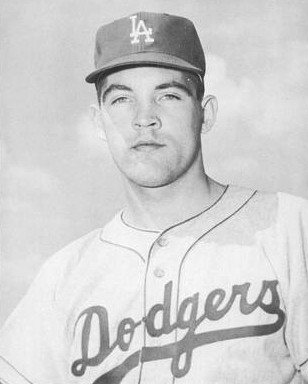
スタン・ウィリアムズ／2月20日没

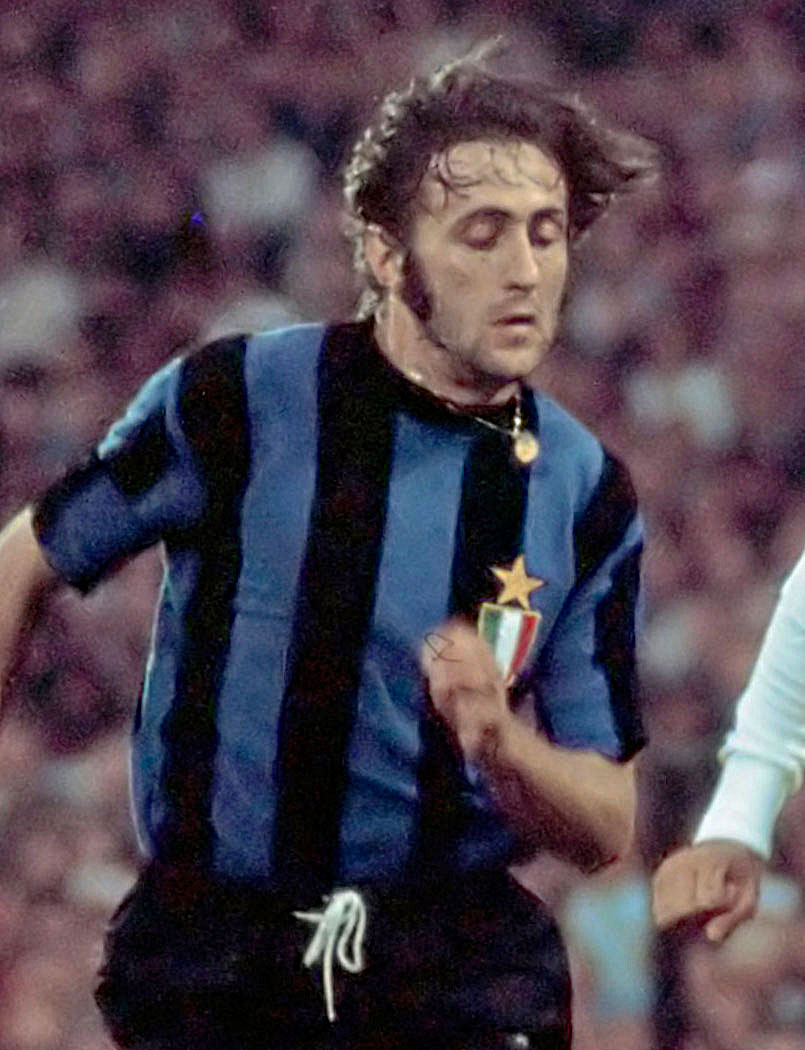
マウロ・ベルージ／2月20日没

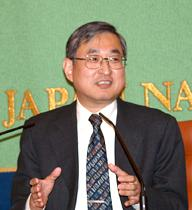
池尾和人／2月21日没

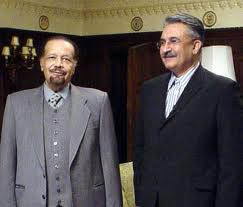
アハマド・ザキ・ヤマニ（左）／2月23日没

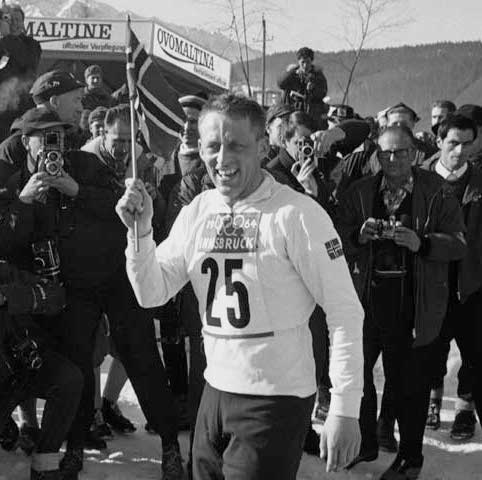
トルモト・クヌートセン／2月23日没

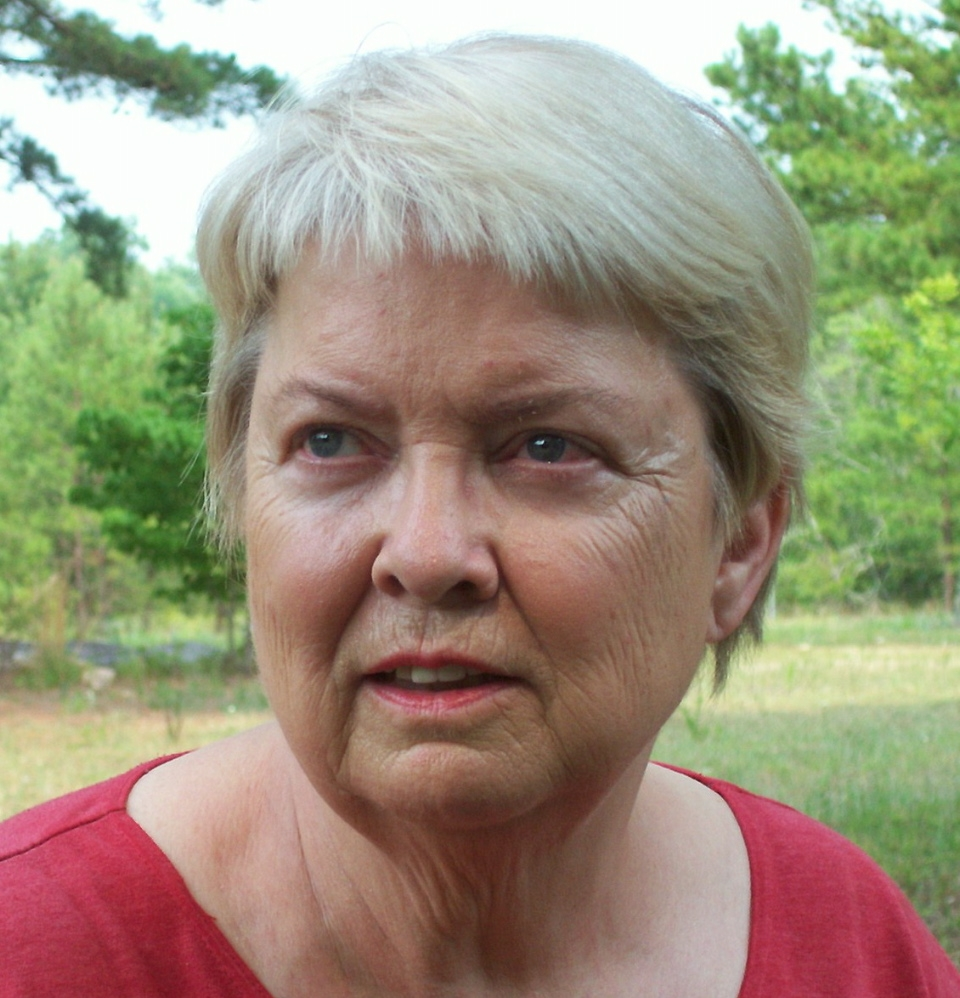
マーガレット・マロン／2月23日没

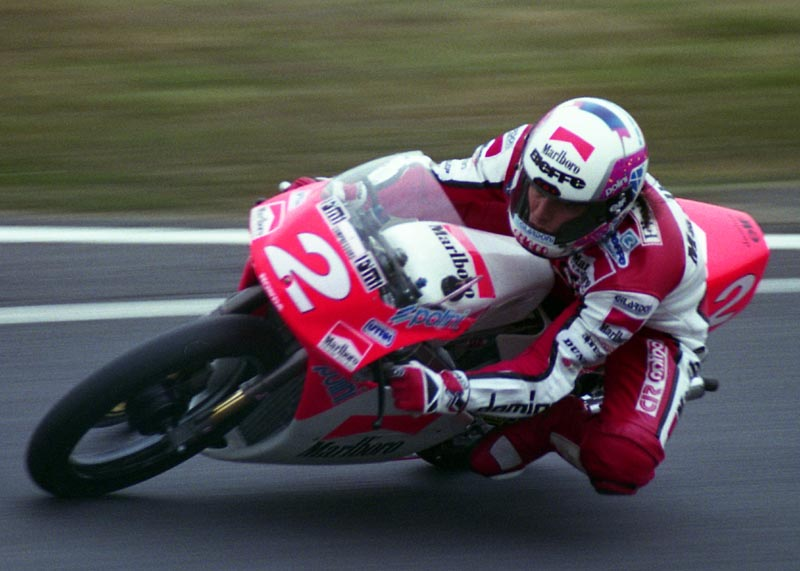
ファウスト・グレシーニ／2月23日没

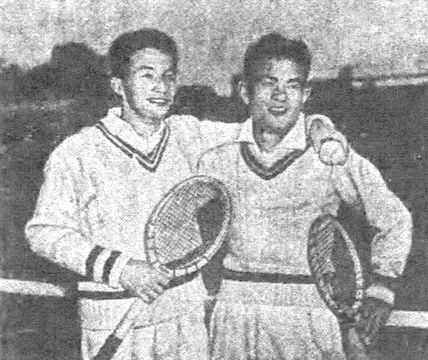
宮城淳（左）／2月24日没

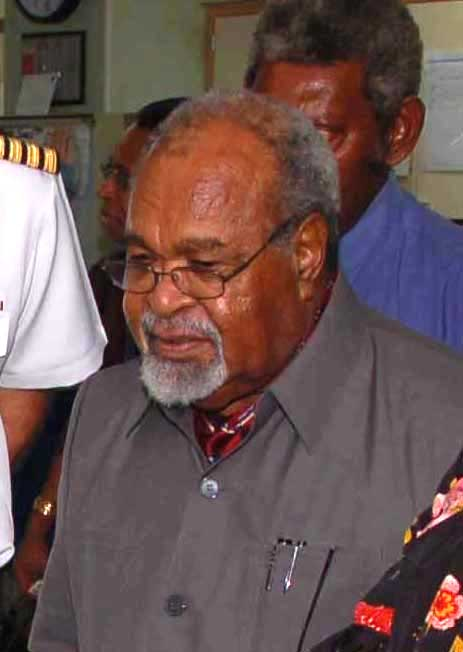
マイケル・ソマレ／2月26日没

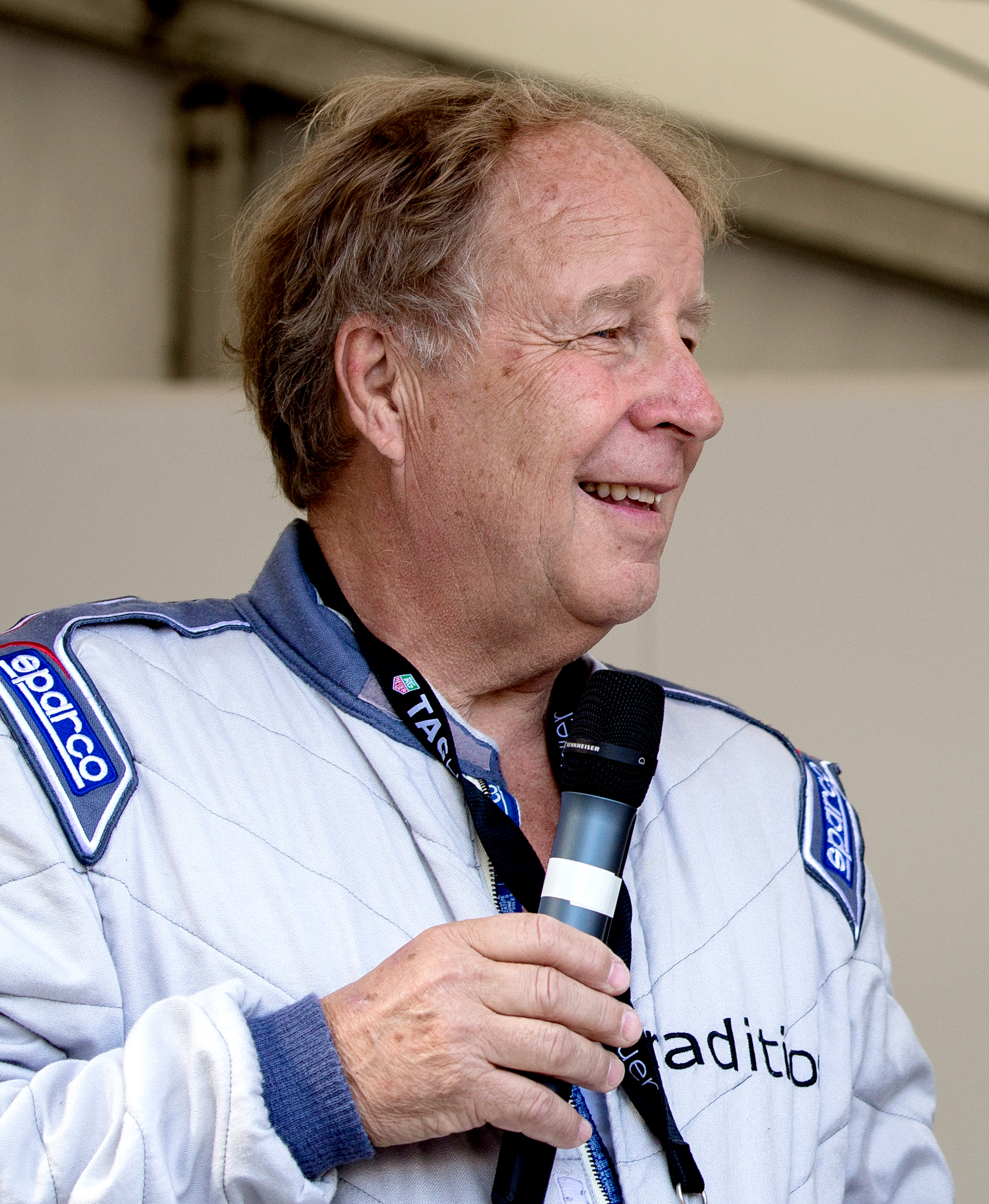
ハンヌ・ミッコラ／2月26日没

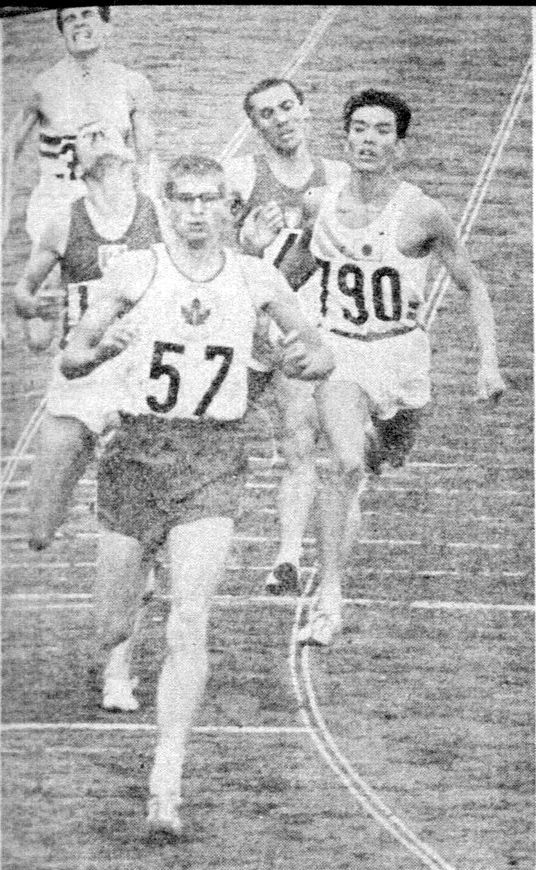
森本葵（右）／2月28日没

- 2月15日 - 船田章、日本の政治家、元軍医、元栃木県小山市長（* 1922年）[119]
- 2月15日 - フローレンス・バードウェル（英語版）、アメリカ合衆国の声楽家、音楽教師（* 1924年）[120]
- 2月15日 - アンドレア・ギオー（英語版）、フランスのソプラノ歌手（* 1928年）[121]
- 2月15日 - 平井一正、日本の制御工学者、登山家、神戸大学名誉教授（* 1931年）[122]
- 2月15日 - 白基玩（朝鮮語版）、韓国の政治活動家、作家（* 1932年）[123]
- 2月15日 - 赤木曠児郎、日本の洋画家（* 1934年）[124]
- 2月15日 - ジョニー・パチェーコ（英語版）、ドミニカ共和国のサルサミュージシャン、実業家、ファニア・オールスターズメンバー、ファニア・レコード共同創立者（* 1935年）[125]
- 2月15日 - ステュアート・ベッドフォード、イギリスの指揮者、ピアニスト（* 1939年）[126]
- 2月15日 - ロウシュ・シャーウィース（英語版）、イラクの政治家、クルディスタン地域におけるクルディスタン民主党支配地域の初代自治政府首相、イラク暫定政権副大統領、イラク移行政府副首相（* 1947年）[127]
- 2月15日 - レオポルド・ルケ、アルゼンチンの元サッカー選手、元同国代表（* 1949年）[128]
- 2月15日 - 久邇之宜、日本のピアニスト（* 1950年）[129]
- 2月15日 - アーン・ソレンソン（英語版）、アメリカ合衆国の実業家、マリオット・インターナショナルCEO（* 1958年）[130]
- 2月15日 - ヴィンセント・ジャクソン（英語版）、アメリカ合衆国の元NFL選手（* 1983年）[131]
- 2月16日 - バーナード・ラウン（英語版）、リトアニア出身のアメリカ合衆国の発明家、心臓専門医、平和活動家、核戦争防止国際医師会議創立者（* 1921年）[132]
- 2月16日 - 鄭敬謨、韓国の評論家、政治活動家、翻訳家（* 1924年）[133]
- 2月16日 - 渡邊五郎、日本の実業家、元三井物産代表取締役副社長（* 1934年）[134]
- 2月16日 - グスタボ・ノボア（英語版）、エクアドルの政治家、第40代大統領（* 1937年）[135]
- 2月16日 - ジョアン・マルガリット・イ・コンサルナウ、スペインの建築家、詩人、セルバンテス賞受賞者（* 1938年）[136]
- 2月16日 - ルー・クロース・ジュニア（英語版）、アメリカ合衆国の元MLB選手（* 1943年）[137]
- 2月16日 - 尾高惇忠、日本の作曲家、東京芸術大学名誉教授（* 1944年）[138]
- 2月16日 - エンジェル・マングアール（英語版）、プエルトリコの元MLB選手（* 1947年）[139]
- 2月16日 - クリスティーン・アン・ロルセス、アメリカ合衆国の歌手、ベッツィ&クリスメンバー（* 1952年）[140]
- 2月17日 - 福本達雄、日本の画家（* 1926年）[141]
- 2月17日 - 五島祐治郎、日本の体育学者、神戸大学名誉教授（* 1933年）[142]
- 2月17日 - 瑳川哲朗、日本の俳優、声優（* 1937年）[143]
- 2月17日 - ジャンルイジ・サッカロ（英語版）、イタリアの元フェンシング選手、1960年ローマオリンピックエペ団体金メダリスト（* 1938年）[144]
- 2月17日 - ラファエレ・クートロ、イタリアのマフィア、ヌオーヴァ・カモッラ・オルガニッザーダ（英語版）ボス（* 1941年）[145]
- 2月17日 - U・ロイ、ジャマイカのレゲエDJ（* 1942年）[146]
- 2月17日 - セイフ・シャリフ・ハマド（英語版）、タンザニアの政治家、初代ザンジバル副大統領、第2代主任大臣（首相）（* 1943年）[147]
- 2月17日 - ラッシュ・リンボー、アメリカ合衆国のラジオパーソナリティ（* 1951年）[148]
- 2月17日 - 清水宏、日本の皮膚科学者、北海道大学名誉教授（* 1954年）[149]
- 2月17日 - フランソワーズ・カタクス（英語版）、フランスのミュージシャン、作家、ステレオ・トータル（英語版）メンバー（* 1964年）[150]
- 2月17日 - 金丸哲也、日本のテレビドラマプロデューサー、東映テレビ・プロダクションシニアプロデューサー（* 1965年）[151][152]
- 2月17日 - 山田和貴雄、日本の囲碁棋士（* 1969年）[153]
- 2月18日 - ハンス＝ヴェルナー・グローゼ、ドイツのグライダーパイロット（* 1922年）[154]
- 2月18日 - 橋本照稔、日本の僧侶、成田山新勝寺第21世貫主、大僧正（* 1926年?）[155]
- 2月18日 - 箱田淳、日本の元プロ野球選手、野球解説者【国鉄スワローズ、大洋ホエールズ所属】（* 1932年）[156]
- 2月18日 - ホアン・ピザロ（英語版）、プエルトリコの元MLB選手（* 1937年）[157]
- 2月18日 - アンドレイ・ミャフコフ（英語版）、ロシアの俳優（* 1938年）[158]
- 2月18日 - 松本雄峰、日本のテレビプロデューサー、共同テレビプロデューサー、元フジテレビディレクター・芸能デスク（* 1961年）[159]
- 2月18日 - プリンス・マーキー・ディー（英語版）、アメリカ合衆国のラッパー、ファット・ボーイズ（英語版）メンバー（* 1968年）[160]
- 2月18日（訃報発表日） - マイルズ・シートン（英語版）、アメリカ合衆国のミュージシャン、元アクロン／ファミリー（英語版）メンバー（* 1979年?）[161]
- 2月19日 - 劉夫生、中華人民共和国の政治家、元中国人民政治協商会議湖南省委員会主席（* 1931年）[162]
- 2月19日 - ジェロルド・オットレー（英語版）、アメリカ合衆国の合唱指揮者（* 1934年）[163]
- 2月19日 - アルトゥーロ・ディ・モディカ、イタリア出身のアメリカ合衆国の彫刻家（* 1941年）[164]
- 2月19日 - 田代博、日本の地理学者（* 1950年）[165]
- 2月19日 - ジェームス・バーク（英語版）、アメリカ合衆国のソウルミュージックシンガー、ファイヴ・ステアステップス（英語版）メンバー（* 1950年）[166]
- 2月19日 - ジョルジェ・バラシェヴィッチ（英語版）、セルビアのシンガーソングライター（* 1953年）[167]
- 2月19日 - ミャ・トゥエ・トゥエ・カイン（英語版）、ミャンマーの女性、2021年ミャンマークーデター抗議デモにおける最初の死傷者（* 2001年）[168]
- 2月20日 - アンリ・クルティーヌ、フランスの柔道家（* 1930年）[169]
- 2月20日 - 関千枝子、日本のノンフィクションライター、作家（* 1932年）[170]
- 2月20日 - 江口正純、日本の実業家、前南国殖産社長（* 1934年?）[171]
- 2月20日 - 南雲龍夫、日本の実業家、元サノヤス・ヒシノ明昌（現サノヤスホールディングス）社長（* 1935年）[172]
- 2月20日 - スタン・ウィリアムズ、アメリカ合衆国の元MLB選手（* 1936年）[173]
- 2月20日 - クリス・クラフト、イギリスのレーシングドライバー（* 1939年）[174]
- 2月20日 - ディーン樋口、アメリカ合衆国の元プロレスラー、元WWWF世界タッグチーム王者（* 1940年）[175]
- 2月20日 - 大久保政芳、日本の高分子化学者、神戸大学名誉教授（* 1946年?）[176]
- 2月20日 - 安田猛、日本の元プロ野球選手・指導者【ヤクルトアトムズ・ヤクルトスワローズ所属】（* 1947年）[177]
- 2月20日 - マウロ・ベルージ、イタリアの元サッカー選手、元同国代表（* 1950年）[178]
- 2月20日 - ジーン・テイラー（英語版）、アメリカ合衆国のピアニスト（* 1952年）[179][180]
- 2月21日 - 平井英子、日本の童謡歌手（* 1918年）[181]
- 2月21日 - アンドレ・デュフレス（英語版）、フランスの元自転車競技選手、世界自転車選手権男子シクロクロス優勝者（* 1926年）[182]
- 2月21日 - 木村元、日本の俳優（*1933年）[183]
- 2月21日 - 橋本聖二、日本の政治家、東京都日の出町長（* 1935年?）[184][185]
- 2月21日 - 鈴木達郎、日本の実業家、元日本たばこ産業副社長、元鳥居薬品社長（* 1935年?）[186]
- 2月21日 - 島袋周仁、日本の醸造家、実業家、久米島の久米仙会長（* 1940年?）[187]
- 2月21日 - 富井俊夫、日本の実業家、元昭和電線ホールディングス社長（* 1946年）[188]
- 2月21日 - 池尾和人、日本の経済学者、慶應義塾大学名誉教授（* 1953年）[189]
- 2月21日 - ズラトコ・サラセヴィッチ（英語版）、クロアチアの元ハンドボール選手・指導者、1996年アトランタオリンピック金メダリスト（* 1961年）[190]
- 2月22日 - ローレンス・ファーリングヘッティ（英語版）、アメリカ合衆国の詩人（* 1919年）[191]
- 2月22日 - 肥田晧三、日本の書誌学者、元関西大学教授（* 1930年）[192]
- 2月22日 - アレクサンデル・ドバ（英語版）、ポーランドの冒険家（* 1946年）[193]
- 2月22日 - 会田照夫、日本の元プロ野球選手【ヤクルトアトムズ・ヤクルトスワローズ所属】（* 1947年）[194]
- 2月22日 - 中沢弘行、日本の政治家、東京都清瀬市副市長（* 1953年）[195]
- 2月22日 - ルカ・アッタナシオ（英語版）、イタリアの外交官、駐コンゴ民主共和国大使（* 1977年）[196]
- 2月23日 - セルジュ・ナトラ（英語版）、ルーマニア出身のイスラエルの作曲家（* 1924年）[197]
- 2月23日 - 恵畑欣一、日本の放射線医学者、日本医科大学名誉教授（* 1927年）[198]
- 2月23日 - アハマド・ザキ・ヤマニ、サウジアラビアの政治家、弁護士、元石油鉱物資源大臣（* 1930年）[199]
- 2月23日 - トルモト・クヌートセン、ノルウェーの元ノルディック複合選手、1964年インスブルックオリンピック金メダリスト（* 1932年）[200]
- 2月23日 - マーガレット・マロン、アメリカ合衆国の推理小説家（* 1938年）[201]
- 2月23日 - 鵜木洋二、日本の球団経営者、学園経営者、福岡ダイエーホークス初代球団社長、学校法人福岡工業大学理事長（* 1940年）[202]
- 2月23日 - 玉井力、日本の歴史学者、愛知大学名誉教授（* 1941年）[203]
- 2月23日 - ファウスト・グレシーニ、イタリアの元ロードレースライダー、レーシングチーム経営者、グレシーニ・レーシング創設者（* 1961年）[204]
- 2月23日 - ウィリー・タ・ビ（英語版）、コートジボワールのサッカー選手、同国代表（* 1999年）[205]
- 2月24日 - 宮城淳、日本の元テニス選手、1955年全米オープンダブルス優勝者（* 1931年）[206]
- 2月24日 - 阪口正雄、日本の経済学者、福井大学名誉教授（* 1932年?）[207]
- 2月24日 - 児玉健次、日本の政治家、元衆議院議員【日本共産党所属】（* 1933年）[208]
- 2月24日 - ンシンガ・ウジュー、コンゴ民主共和国の政治家、元ザイール国家第一委員（首相格）（* 1934年）[209]
- 2月24日 - ヴォルフガング・ベッチャー（英語版）、ドイツのチェリスト（* 1935年）[210]
- 2月24日 - 木村吉宏、日本の指揮者、元大阪市音楽団（現Osaka Shion Wind Orchestra）団長（* 1939年）[211]
- 2月24日 - ロナルド・ピックアップ、イギリスの俳優（* 1940年）[212]
- 2月24日 - ピーター・オストロウシュコ（英語版）、アメリカ合衆国のヴァイオリニスト、マンドリン奏者（* 1953年）[213]
- 2月24日 - アラン・ロバート・マレー、アメリカ合衆国の音響編集者（* 1954年-1955年）[214]
- 2月24日 - 成清龍之介、日本の競輪選手（* 1999年）[215]
- 2月25日 - 渡部弘、日本の元プロ野球選手【読売ジャイアンツ所属】（* 1924年）[216]
- 2月25日 - ジョン・マラード、イギリスの医学物理学者（* 1927年）[217]
- 2月25日 - 園田実、日本の実業家、元富士フイルムホールディングス常務、元富士フイルムメディカルITソリューションズ社長（* 1931年?）[218]
- 2月25日 - 菅谷政子、日本の声優（* 1937年）[219]
- 2月25日 - ジョン・ゲダート（英語版）、アメリカ合衆国の体操競技指導者、元同国代表監督（* 1957年）[220]
- 2月25日 - 阿部徹、日本のボクシングジム経営者、元アベボクシングジム会長（* 1958年?）[221]
- 2月26日 - 小森龍邦、日本の政治家、部落解放運動家、元衆議院議員【日本社会党・新社会党所属】（* 1932年）[222]
- 2月26日 - フレッド・シーガル、アメリカ合衆国のファッションデザイナー、実業家、Fred Segal創業者（* 1933年）[223]
- 2月26日 - マイケル・ソマレ、パプアニューギニアの政治家、初・3・11代首相、元自治政府首相、元外相、元東セピック州知事（* 1936年）[224]
- 2月26日 - ジョニィ・デ＝ファジオ、アメリカ合衆国の元プロレスラー（* 1940年）[225]
- 2月26日 - ハンヌ・ミッコラ、フィンランドのラリードライバー、1983年世界ラリー選手権ドライバーズチャンピオン（* 1942年）[226]
- 2月27日 - 別府隆文、日本の実業家、元テレビ西日本社長（* 1933年?）[227]
- 2月27日 - 斎藤侑、日本のアニメプロデューサー、元東映プロデューサー（* 1933年）[228]
- 2月27日 - ン・マンタ（呉孟達）、香港の俳優（* 1952年）[229]
- 2月28日 - 若井恒雄、日本の銀行家、元三菱銀行頭取（* 1927年）[230]
- 2月28日 - 森本葵、日本の元陸上競技選手・指導者、体育学者、1964年東京オリンピック800m代表、駒澤大学元陸上競技部監督・名誉教授（* 1939年）[231]
- 2月28日 - グレン・ローダー（英語版）、イギリスの元サッカー選手・指導者（* 1955年）[232]